# Carl Schirren (Historiker)

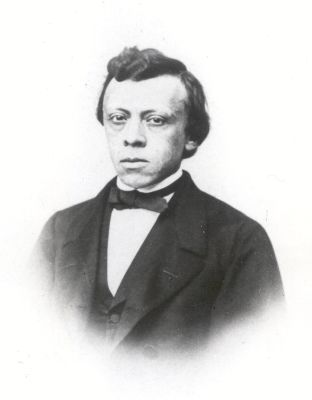
Carl Schirren

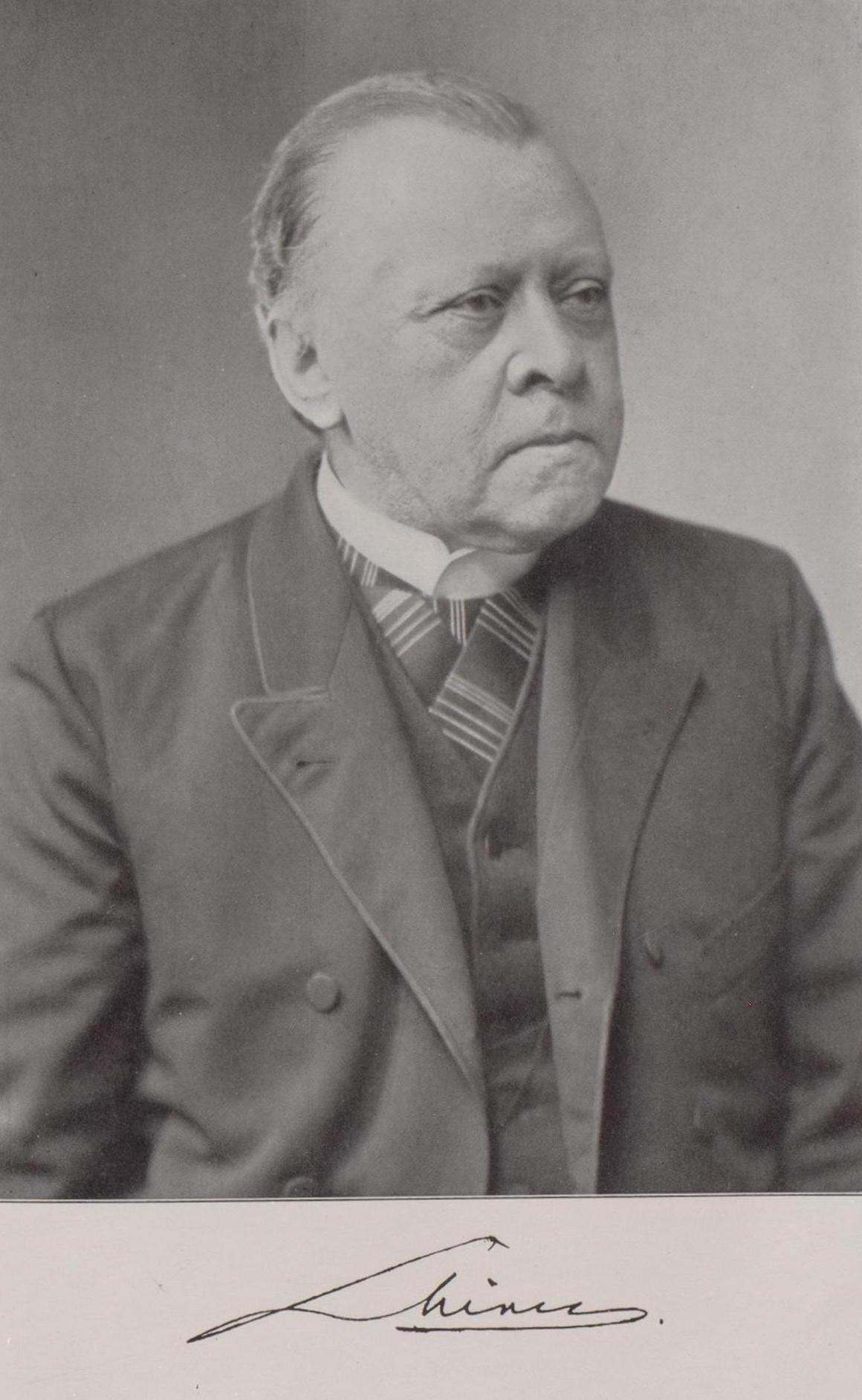
Carl Schirren

Carl Christian Gerhard Schirren (* 8. Novemberjul. / 20. November 1826greg. in Riga; † 11. Dezember 1910 in  Kiel) war ein deutsch-baltischer Historiker.

## Leben
Carl Schirren wurde als Sohn eines Pastors geboren. Er besuchte in Riga das Gymnasium und studierte von 1844 bis 1848 an der Kaiserlichen Universität Dorpat Geschichte. Er war Mitglied der Baltischen Corporation Fraternitas Rigensis (1871 wurde er auch Ehrenphilister der Baltischen Corporation Estonia Dorpat). Nach dem Studium war er anfangs in Riga als Leiter einer Privatschule tätig. Später ging er nach Dorpat zurück. 1856 erlangte er mit einer Arbeit aus dem Bereich der Ethnologie den Magistergrad und habilitierte sich noch im selben Jahr für die Fächer Geographie und Statistik. An der Universität wurde er daraufhin Privatdozent. 1858 wurde Schirren Universitätsprofessor, zunächst für Geographie und Statistik. Weil sich seine Forschungsschwerpunkte immer mehr in den historischen Bereich bewegten, erhielt er 1863 den Lehrstuhl für Geschichte Russlands, den er bis 1869 innehatte. Zu seinen Schülern zählt Richard Hausmann.
Während seiner Tätigkeit an der Dorpater Alma Mater veröffentlichte er nach Studien in Stockholm eine fünfbändige Arbeit zur Geschichte des Untergangs livländischer Selbständigkeit durch polnische und schwedische Herrschaft. Zwei weitere Bände dokumentierten die Wahrung der Rechte der Deutschen beim Übergang Liv- und Estlands unter russische Herrschaft in der Zeit des Nordischen Krieges von 1700 bis 1721. Zeitweise war Carl Schirren Präsident der Gelehrten Estnischen Gesellschaft (1861–1864), die ihm 1869 die Ehrenmitgliedschaft verlieh, und Chefredakteur des konservativen „Dorpater Tageblatts“. Eine stärkere Wirkung auf die Öffentlichkeit hatten jedoch Schirrens Vorlesungen über die Geschichte Livlands, die er 1862 und 1866 hielt. Diese Vorlesungen stärkten den deutsch-baltischen Patriotismus.
1869 erschien Schirrens Buch „Livländische Antwort an Herrn Juri Samarin“. Das Buch war eine Erwiderung auf eine polemische Schrift des Slawophilen Samarin. Dieser trat für die Beseitigung der Autonomie der Ostseeprovinzen und eine Anpassung an Russland ein. Schirren verteidigte in seiner Schrift das Recht Livlands auf den lutherischen Glauben, die deutsche Sprache, die Selbstverwaltung und die eigene Gerichtsbarkeit, da diese Rechte den Ostseeprovinzen Russlands seit Peter I. verbürgt seien. Dabei stellte Schirren jedoch die historische Bedeutung der Deutsch-Balten über die der Russen, Esten und Letten. Im zweiten Kapitel ging er dabei auf die von Samarin veröffentlichten und von dem lettischen orthodoxen Priester Jānis Līcis unter dem Pseudonym Indrik Straumit verfassten „Memoiren eines rechtgläubigen Letten“ ein, in denen Līcis die Letten dazu aufrief, von der evangelischen zur orthodoxen Konfession zu konvertieren, auch um die deutsch-baltische Vorherrschaft abzustreifen.
Aufgrund der Veröffentlichung der „Livländischen Antwort an Herrn Juri Samarin“ verlor Schirren seine Stelle an der Universität. Er siedelte mit seiner Familie nach Deutschland über. Mit Unterstützung der Livländischen Ritterschaft konnte er hier in Dresden Archivstudien treiben. Zum Herbst 1874 erhielt Schirren einen Ruf an die Christian-Albrechts-Universität zu Kiel, wo er bis zu seiner Emeritierung im Jahre 1907 das Fach „Mittlere und Neuere Geschichte“ vertrat. 1878/1879 war er Rektor der Universität.
1864 wurde er zum korrespondierenden Mitglied der Russischen Akademie der Wissenschaften gewählt.
In Erinnerung an das Wirken des Historikers wurde 1932 in Kiel die Carl-Schirren-Gesellschaft gegründet, die sich der Pflege des deutsch-baltischen Kulturerbes widmet. Die von Schirren gesammelten etwa 80.000 Quellenauszüge gelangten in das Reichsarchiv in Stockholm.

## Schriften
- Quellen zur Geschichte des Untergangs livländischer Selbstständigkeit. 8 Bände, Kluge, Reval 1861–1881.
- Livländische Antwort an Herrn Juri Samarin. Duncker & Humblot, Leipzig 1869 (Digitalisat bei EEVA; Digitalisat im Internet Archive).
- (Hrsg.): Die Recesse der Livländischen Landtage aus den Jahren 1681–1711, theils im Wortlaute, theils im Auszuge. Karow, Dorpat 1865 (Digitalisat der Bayerischen Staatsbibliothek).
- Beiträge zur Kritik älterer holsteinischer Geschichtsquellen. Duncker & Humblot, Leipzig 1876.
- Neue Quellen zur Geschichte des Untergangs livländischer Selbständigkeit. 3 Bände, Kluge, Reval 1883–1885.
- Zur Geschichte des Nordischen Krieges. Rezensionen. Mühlau, Kiel 1913.
- Vorlesungen über livländische Geschichte. Nachschrift von Johannes Lossius. Hrsg. von Carl Schirren, Wilhelm Lenz. Verlag Carl-Schirren-Gesellschaft e.V., Lüneburg 2013.